# Corentin (Schiff)

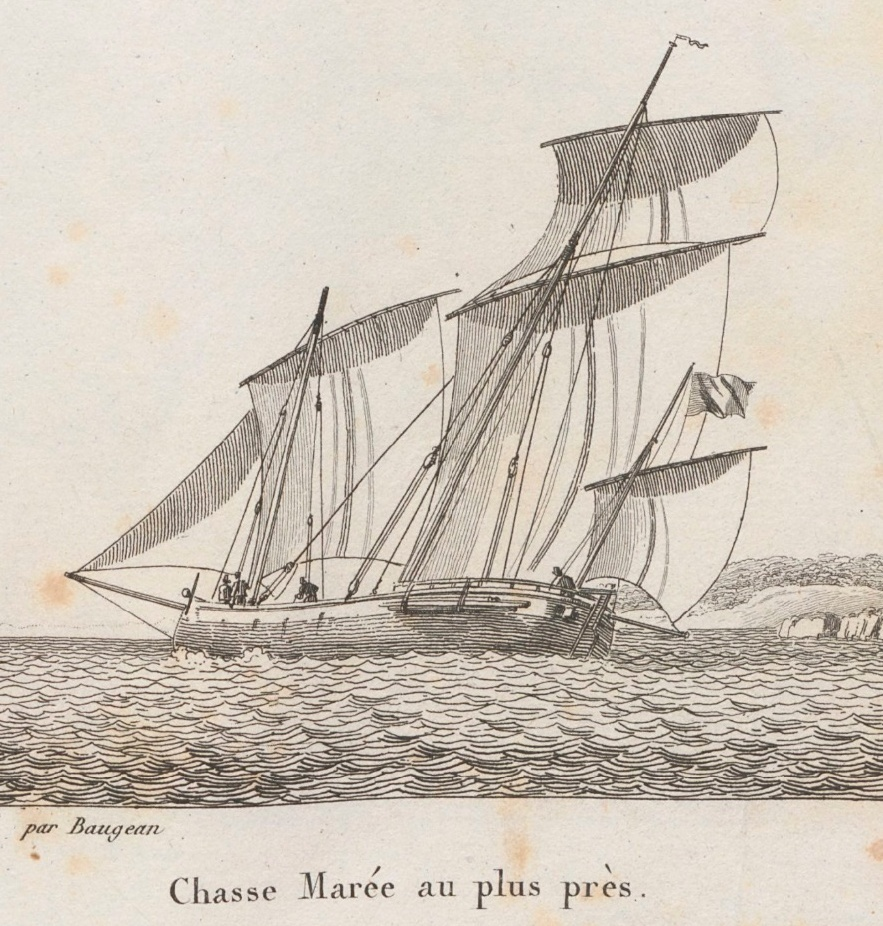
Küstenfischereischiff vom Typ „Chasse Marée“, Kupferstich 1819

Die Corentin ist ein Logger (auch Lugger genannt), ein mit Luggersegeln getakeltes Dreimastschiff. Die Corentin ist die Rekonstruktion eines französischen Küstensegelschiffs von der Atlantikküste der Bretagne aus dem 19. Jahrhundert mit quadratischem Boden und Holzrumpf. Das Schiff wurde nach den Plänen der Aimable Irma, einem Küstenfischereischiff vom Typ „Chasse Marée“ (deutsch Gezeiten-Jäger) aus dem Jahr 1840 gebaut. In der Fischerei wurde der „Lougre“ bzw. „Chasse Marée“ von den französischen Kanalfischern bei ihrer Islandfischerei eingesetzt.

## Geschichte

### Auswahl der Bauvorlage
Im Rahmen des Wettbewerbs „Boote der französischen Küste“, der von der Zeitschrift „Chasse-Marée“ für die Zusammenkunft der Traditionsschiffe des Seefahrtsfestivals von Brest im Jahr 1992 organisiert wurde, beschloss eine Gruppe engagierter Einwohner von Quimper, den Bau eines repräsentativen Schiffs für ihren Hafens in Angriff zu nehmen. Die Wahl fiel schnell auf einen traditionellen Küstenlogger. Tatsächlich fuhren Mitte des 19. Jahrhunderts zahlreiche dieser Frachtschiffe den Fluss Odet hinauf. Es gab jedoch nur wenige Pläne für diese Logger. Am bekanntesten ist die Geschichte eines Loggers vom Typ „Chasse Marée“ aus Le Pouliguen, die im Atlas von Admiral François-Edmond Pâris veröffentlicht wurde. Man fand schließlich im Archiv der „Société scientifique du bassin“ (deutsch Wissenschaftliche Gesellschaft für das Becken) in Arcachon historische Dokumentensammlungen und Baupläne, deren Authentizität unbestreitbar war. Einer dieser Baupläne zeigte den Logger Aimable Irma der sowohl hinsichtlich seiner Formen als auch seiner Abmessungen als ideal beurteilt wurde. Als Vorlage für den Heckspiegel diente dagegen ein anderer Logger mit dem Namen Landais als ein schönes Beispiel eines klassischen Heckspiegels.

### Bau der Replika
Der Bau der Replika Corentin erfolgte von Juni 1990 bis Juni 1991 auf der Saint-Guénolé-Werft in Quimper in der Bretagne nach den Plänen des Schiffskonstrukteurs Dominique Presles. Für die Herstellung des Schiffsrumpfes wurden fast 50 Tonnen Eichenholz aus französischen Wäldern benötigt. Die Kiellegung des 14 m langen  Kiels erfolgte am 23. Juni 1990. Das  Deck besteht aus Tannenholz und die Schiffsmasten aus Oregon-Kiefer (englisch Oregon pine) (der Großmast hat eine Höhe von 19,95 m).
Der Stapellauf der Corentin erfolgte am 19. Juni 1991 an der Helling von Styvel in der Nähe der Werft. Taufpate war einer der renommiertesten französischen Hochseesegler Éric Tabarly (1931–1998). Im April 1992 wurde Corentin nach Bénodet geschleppt, um die Takelage (Masten und Segel) zu montieren und Restarbeiten auszuführen.

### Segelreisen
Die Jungfernfahrt der Corentin fand am 27. und 28. Juni 1991 statt. Sie befuhr zum ersten Mal den Fluss Odet nach Quimper und kehrte mit Post und ihrem Sponsor an Bord nach Bénodet zurück.
Am 9. Juli 1991 stach der Logger mit einer Besatzung aus sieben Seeleuten in See, um an den Feierlichkeiten von Brest im Jahr 1992 teilzunehmen. Die Corentin wurde bis 1993 von einem Team Freiwilliger gesegelt.
Im Jahr 1994 wurde der Logger Corentin in den Verein „Gouelia“ (Bretonische Gesellschaft für traditionelle Schiffe) aufgenommen. Hier sind drei Vereine zusammengeschlossen, die traditionelle Segelschiffe besitzen und die fünf Schiffe während der Sommersaison unter Segeln bewegen. Die Corentin bietet Seereisen für maximal 27 Passagiere und mehrtägige Kreuzfahrten für neun Passagiere zu den verschiedenen Ponant-Inseln (französisch Îles du Ponant) Île de Sein, Belle-Île, |Île d’Houat, Île d’Hœdic, den Scilly-Inseln und auch in die Biskaya zum traditionellen Thunfischfang.
Der Logger Corentin transportiert ebenso  wie andere Frachtsegelschiffe auch Produkte im Rahmen des fairen Handels für das im Jahr 2011 gegründete Unternehmen TransOceanic Wind Transport (TOWT).

## Ehrungen
- 2007 BIP2-Label von „Patrimoine Maritime et Fluvial“ (deutsch Verein für maritimes und flusshistorisches Erbe)[5]

## Galerie

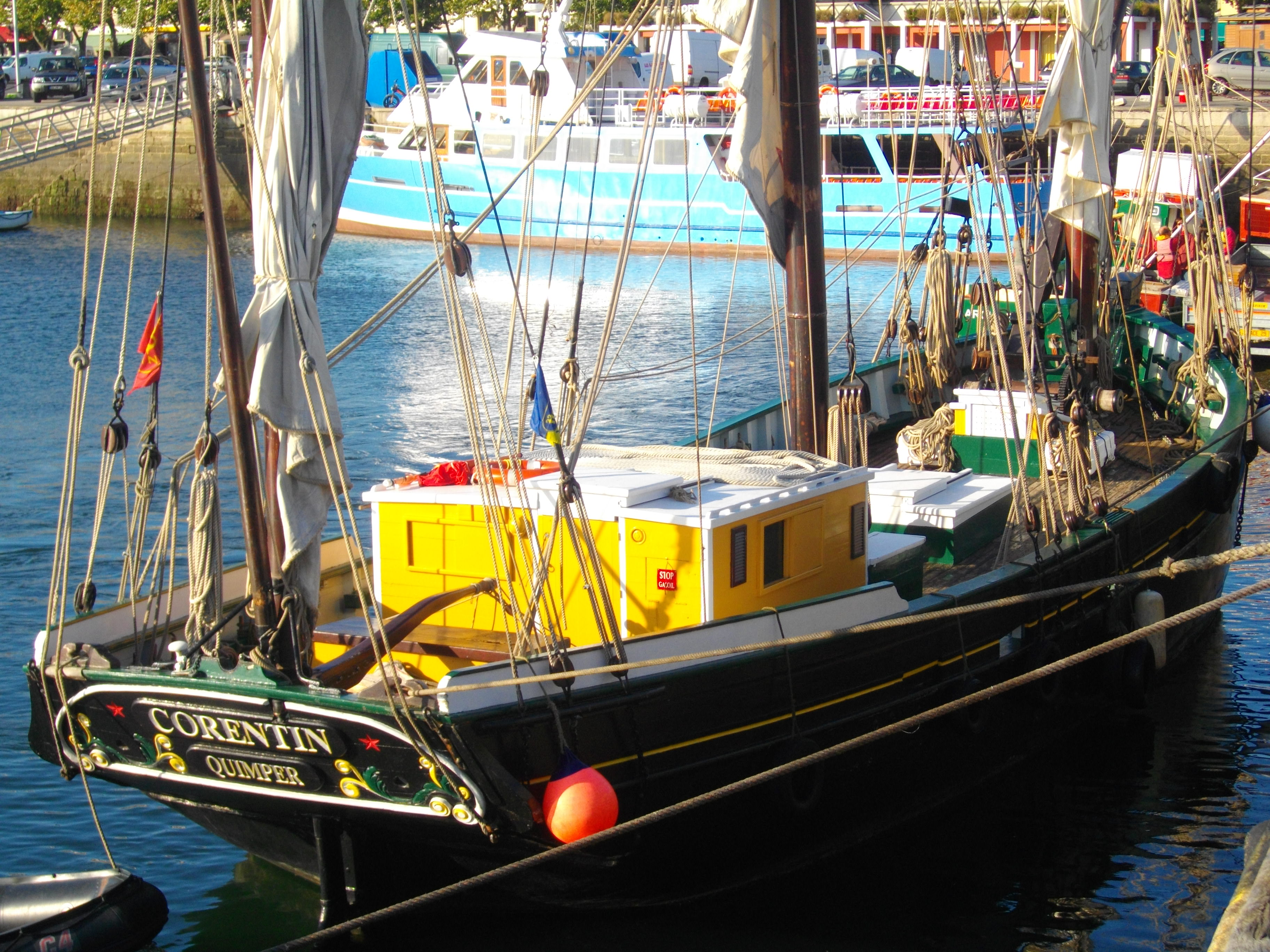
Corentin, Hafen von Concarneau, 2009
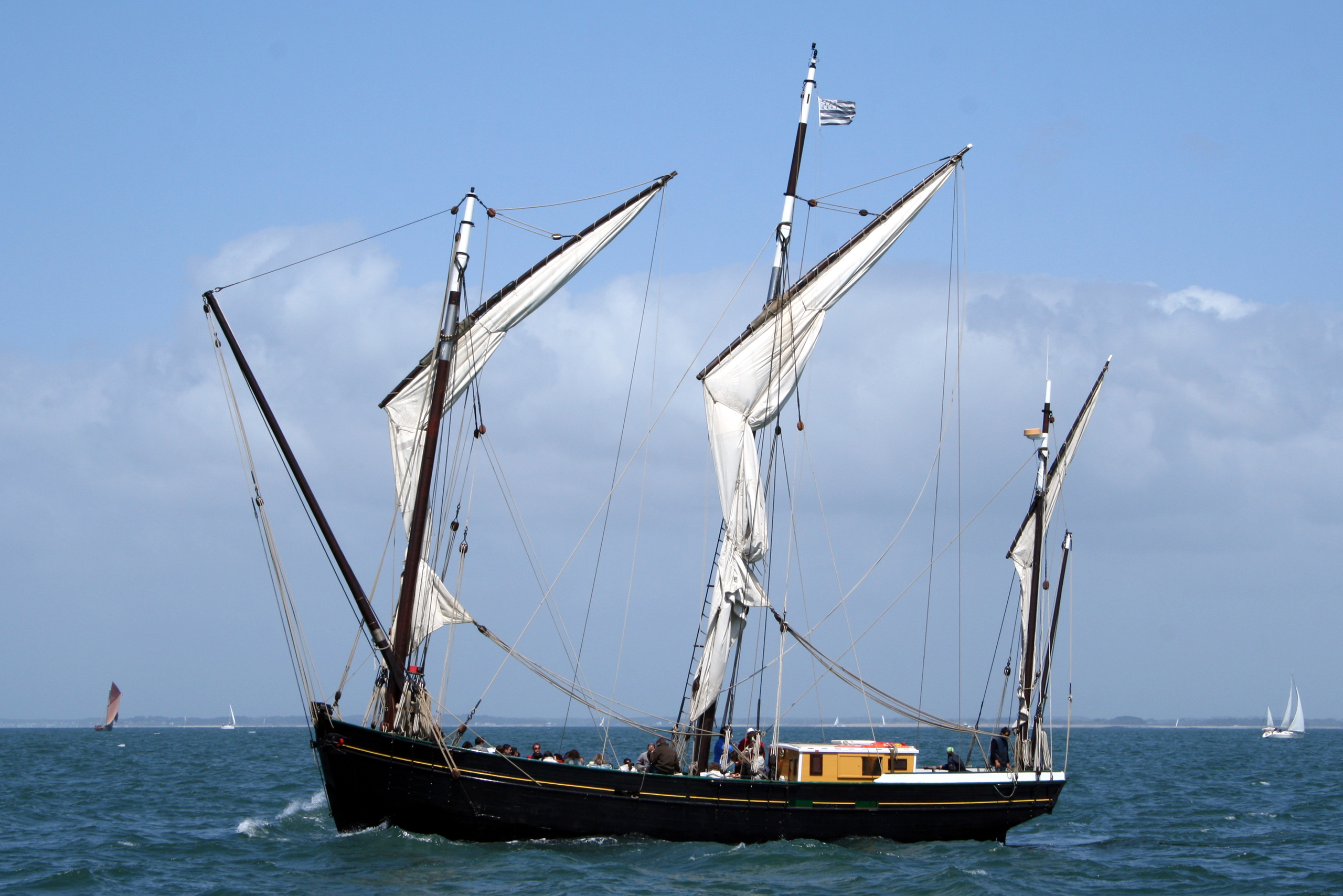
Corentin unter Maschine mit festgebunden Segeln und hochgeklappten Bugspriet, Quimper, 2007
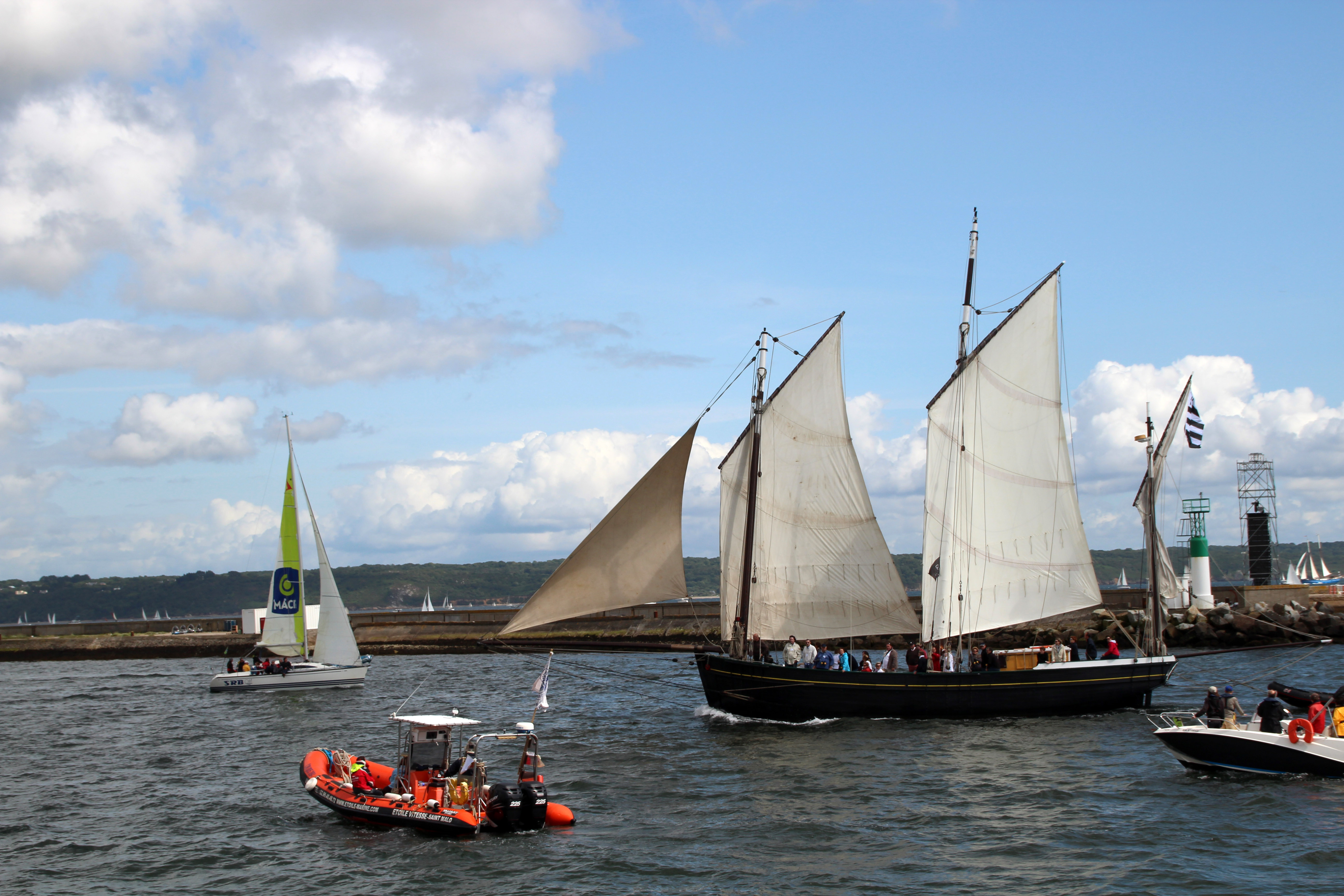
Corentin beim Seefahrtsfestival „Tonnerres de Brest“, 2012